# کلیسای یادبود پادشاه جرج ششم
کلیسای یادبود پادشاه جرج ششم، بخشی از کلیسای سنت جورج در قلعه ویندزور است. ساخت این کلیسا به سفارش ملکه الیزابت دوم به عنوان مکان دفن پدرش، پادشاه جرج ششم در سال ۱۹۶۲ آغاز و در ۱۹۶۹ به پایان رسید که طراح آن جرج پیس، معمار انگلیسی بود. این مکان خانه ابدی پادشاه جرج ششم، ملکه الیزابت شهبانوی مادر، ملکه الیزابت دوم، شاهزاده فیلیپ دوک ادینبورگ و نیز جایگاه نگهداری خاکستر شاهدخت مارگارت است.

## تاریخچه
این کلیسا به سفارش ملکه الیزابت دوم در سال ۱۹۶۲ ساخته شد. منشی خصوصی ملکه در دسامبر ۱۹۶۲ نامه ای به رئیس کلیسای ویندزور، اسقف انگلیسی رابین وودز نوشت که حاوی دو درخواست بود: نخست اینکه پسر ارشد ملکه، شاهزاده چارلز برای تأیید آماده شود و دیگر اینکه آرامگاه خاصی برای پدرش پادشاه جرج ششم یافت شود پس از مراسم خاکسپاری پادشاه در کلیسای سنت جرج، بقایای او به طاق سلطنتی زیر کلیسای کوچک منتقل شد. مرگ جرج ششم غیرمنتظره بود و آرامگاه خاصی برای او تعیین نشده بود
درخواست او تا پنج سال عملی نشد زیرا ملکه نمی‌خواست مادرش، ملکه مادر، مراسم دردناک تدفین همسرش را بار دیگر تجربه کند. او همچنین از ایدهٔ مقبره برجسته مرمری و تندیس‌های در اندازهٔ واقعی که برای آرامگاه‌های پادشاهان مرسوم بود خوشش نمی‌آمد و تخته‌های ساده روی زمین را ترجیح می‌داد. در کلیسای سنت جرج فضای مناسبی برای ساخت یک طاق دیگر وجود نداشت. ولی سر انجام راه حلی با ساختن کلیسایی دیگر در نمای بیرونی کلیسای سنت جورج پیدا شد. این اولین باری بود که به کلیسای سنت جرج از زمان تکمیل عبادتگاهی در سمت جنوبی کلیسا توسط الیور کینگ، منشی خصوصی هنری هفتم در سال ۱۵۰۴ بنایی اضافه می‌شد.

## طراحی
طرح اولیه برای کلیسای جدید توسط کمیسیون هنرهای زیبای سلطنتی رد شد. این طرح که توسط پل پاژت و جان سیلی ارائه شد شامل ساخت یک عبادتگاه مستطیل شکل کوچک در دیوار شمالی شبستان بود. طرح دوم ارائه شده برای طراحی کلیسا تصویب شد. این طرح توسط معمار جرج پیس پیشنهاد شد و شامل ساخت یک کلیسای عبادی بین نمازخانه روتلند و گروه کر شمالی کلیسای سنت جورج بود. طراحی پیس ۱۸ فوت ارتفاع، ۱۰ فوت عرض و عمق ۱۴ فوت است. که در سال ۱۹۶۹ تکمیل گردیده‌است. نمازخانه بین دو تکیه گاه خارجی دیوار ورقه ای شمالی قرار دارد، و از سنگی از کلیپشم در راتلند ساخته شده‌است. شیشه‌های رنگی قرمز و آبی کلیسا توسط جان پایپر طراحی شده و توسط پاتریک رینتینز ساخته شده‌است. سقف نمازخانه به رنگ سیاه و سفید تعبیه و با ورق طلا تزئین شده‌است. یک محراب در کلیسای کوچک دارای یک پرتره برجسته برنزی از جرج ششم ساخته شده توسط سر ویلیام رید دیک است، ماکتی از این پرتره در کلیسای سنت مریم مجدلیه در املاک سلطنتی ساندرینگام در نورفولک آویزان شده‌است. بنای تکمیل شده کلیسا توسط رابین وودز، رئیس کلیسای ویندزور به عنوان ادامه دهنده طرح‌های عمود بر گوتیک خود کلیسا اما در قرن بیستم توصیف می‌شود. یک آرامگاه مستقیماً در زیر نمازخانه وجود دارد که بقایا در آن قرار می‌گیرند.

## خاکسپاری‌ها

### پادشاه جرج ششم (۱۹۶۹)

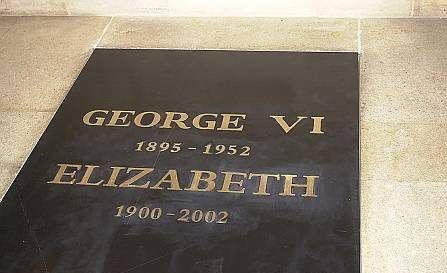
سنگ قبر قدیمی با نام جرج ششم و الیزابت در کلیسای یادبود، همان‌طور که قبل از جایگزینی پس از خاکسپاری الیزابت دوم و شاهزاده فیلیپ در سپتامبر ۲۰۲۲ ظاهر شد.

بقایای جورج در ۲۴ مارس ۱۹۶۹ به کلیسای یادبود تازه ساخته شده منتقل شد که به افتخار او نامگذاری شد. کلیسای کوچک با هزینه ۲۵۰۰۰ پوند (معادل ۴۳۷۷۵۴ پوند در سال ۲۰۲۱) ساخته شد که این مبلغ به‌طور کامل توسط الیزابت دوم تأمین گردید. در ۳۱ مارس ۱۹۶۹ در مراسمی با حضورملکه مادر و دخترشان ملکه الیزابت دوم، به همراه همسرش شاهزاده فیلیپ، دوک ادینبورگ، و فرزندان بزرگشان، شاهزاده چارلز و شاهدخت آن، وقف شد. پادشاه سابق، ادوارد هشتم، به این مراسم دعوت نشد. لوئیس مونتباتن، اولین ارل مونت‌باتن از برمه، به دلیل شرکت در مراسم تشییع جنازه رئیس‌جمهور سابق ایالات متحده، دوایت دی. آیزنهاور، غایب بود. در این مراسم شوالیه‌های گارتر نیز حضور داشتند.
نمازخانه با دروازه‌هایی از آهن فرفورژه مشخص شده‌است که روی آن نوشته شده‌است: "به مردی که در دروازه سال ایستاده بود گفتم: «به من نوری عطا کن تا به سلامت به سوی ناشناخته قدم بردارم»" این کلمات استثنایی برگرفته از شعر"دروازه سال" مینی لوئیز هاسکینز می‌باشد که توسط جرج ششم در پیام سلطنتی کریسمس در سال ۱۹۳۹ بیان گردیده‌است.

### شاهدخت مارگارت و ملکه مادر (۲۰۰۲)
خاکستر دختر کوچکتر جرج، شاهدخت مارگارت در ۱۵ فوریه ۲۰۰۲ در طاق سلطنتی کلیسای سنت جرج قرار داده شد. مارگارت اولین عضو خانواده سلطنتی بود که از زمان شاهدخت لوییز، دوشس آرگیل در سال ۱۹۳۹ سوزانده شد. او سوزانده شد تا اطمینان حاصل شود که بقایای او می‌تواند در اتاقک کوچک در زیر نمازخانه قرار گیرد. ملکه مادر، در ۹ آوریل ۲۰۰۲ پس از تشییع جنازه او در کلیسای وست مینستر، در زیر کلیسا به خاک سپرده شد. خاکستر مارگارت در همان زمان در مقبره والدینش قرار گرفت. در حالی که مونوگرام سلطنتی نشان دهنده مارگارت در زیر کتیبه‌ها حک شده‌است، اکنون سنگ قبر مارگارت به‌طور جداگانه در گوشه سمت راست کلیسای کوچک قرار گرفته‌است.

### ملکه الیزابت دوم و شاهزاده فیلیپ (۲۰۲۲)
در ۱۹ سپتامبر ۲۰۲۲، طی یک مراسم خصوصی که فقط اعضای خانواده سلطنتی در آن حضور داشتند، ملکه الیزابت دوم پس از تشییع جنازه دولتی خود در کلیسای وست مینستر در اوایل همان روز در زیر کلیسای یادبود به خاک سپرده شد. پیکر همسر ملکه، شاهزاده فیلیپ، که در ۹ آوریل ۲۰۲۱ درگذشت؛ پس از تشییع جنازه در کلیسای کوچک، در طاق سلطنتی کلیسای سنت جورج قرار داده شده بود. اما سر انجام در ۱۹ سپتامبر ۲۰۲۲ به همراه همسرش در زیر کلیسای یادبود پادشاه جورج ششم به خاک سپرده شد. پس از خاکسپاری آنها، یک سنگ قبر جایگزین با یک ستاره فلزی اضافی از نشان گارتر بین نام زوج‌ها در کف نمازخانه گذاشته شد.